# 熊野有馬氏
熊野有馬氏（くまのありまし）は、熊野の国人領主・熊野別当家の出と言われ、産田神社神官の榎本氏が有馬一帯に勢力をはり有馬氏を名乗ったことに始まるという。

## 概要
南北朝時代、有馬氏は南朝方として行動したようだが、永徳2年（南朝の弘和2年＝1382年）頃に鵜殿城主の鵜殿氏と同様北朝方に転じた。そして、北山勢との戦いで兄弟三人と家子若党数輩が討死している。
応永年間（1394年 - 1428年）、和泉守忠永が阿田和（現・御浜町阿田和）から行野（現・尾鷲市）までを支配したと言われ、阿田和付近の神木に一族の榎本出雲守が館を構え、賀田（現・尾鷲市賀田町）では一族の榎本具行が城を築いていた。
『紀伊続風土記』 では、和泉守忠永は応永19年（1412年）に没し、その跡を和泉守忠親が継いだという。しかし、忠親は永正18年（1521年）に産田神社を造建したという棟札が残っていることから、忠永と忠親を親子とするには年代的に無理があるといえよう。話は前後するが、『熊野年代記』には享徳3年（1454年）「有馬ト鵜殿ト合戦ス。鵜殿重道十九人討取ル。九月ノコトナリ。阿田和塩田加勢。」とあり、鵜殿城の鵜殿氏と阿田和で合戦したとの記録が残されている。この鵜殿氏と戦った有馬氏は、忠永と忠親をつなぐ人物（武蔵守常利か）であったと思われる。
忠親は子供に恵まれなかったため、甥の河内守忠吉を跡継ぎと決め、大永3年（1523年）頃、木本の鬼ヶ城のすぐ上の山上に鬼ヶ城本城を築き隠居したが、隠居後の大永6年（1526年）に実子が生まれたため、忠親は忠吉を久生屋（くしや ＝ 現・熊野市久生屋町）で自刃させた。憤怒した忠吉の親族は忠親を鬼ヶ城本城に攻め、敗れた忠親は自刃したため、実子孫三郎が家督を継いだが、有馬氏の勢力は大きく後退せざるをえなかった。そして、孫三郎も子のないまま天文の末（1550年頃）に25才で死去した。
当時、新宮を本拠とする堀内氏虎が勢力を拡大しつつあり、有馬氏も堀内氏の攻勢を受けていた。氏虎は孫三郎の死後の有馬氏の内紛に付け込んで、二男（弟ともいう）の楠若を有馬氏の養子に送り込んだ。こうして、有馬氏は堀内氏に乗っ取られる形となり、以後、堀内氏と行動をともにした。さらに、氏虎の死によって楠若改め氏善は新宮に帰って堀内氏を継承したため、有馬氏は氏善の五男・氏時が継いだという。

## 系譜
凡例
太線は実子、細線は養子、太字は当主、□は名不詳な男児
```
　　　　 
忠永

　　　　　┃
　　　　 
常利

　　　　　┣━━━━━━┓
　　　　 
忠親
　　　　　 □
　　　　　┝━━━┓　　┃
　　　　 
忠吉
　 
孫三郎
 
忠吉

　　　　　　　　　｜
　　　　　　　　 
楠若
（堀内氏善）

　　　　　　　　　┃
　　　　　　　　 
氏時
```